# سكرين مود
سكرين مود (SCREEN mode) هي فرقة بوب يابانية.

## الأعضاء
- يو هاياشي (勇-YOU-)
- ماساتومو أوتا (雅友)

## ديسكوغرافيا

### ألبومات
- Discovery Collection

### ألبومات مصغرة
- NATURAL HIGH DREAMER

### أغاني منفردة
- 月光STORY (شارة النهاية لمسلسل أنمي غينغيتسوني)
- LΦVEST (شارة البداية لمسلسل أنمي لاف ستيج!!)
- アメイジング ザ ワールド (شارة النهاية الأولى لمسلسل أنمي جاندام بيلد فايترز تراي)
- 極限Dreamer (شارة البداية لمسلسل أنمي ياترمان الليلي)
- アンビバレンス (شارة النهاية لحلقات إعدادية تيكو من الموسم الثالث من مسلسل أنمي كرة سلة كوروكو)
- Naked Dive (شارة البداية لمسلسل أنمي فانتوم وورلد متعدد الألوان)
- ROUGH DIAMONDS (شارة البداية لمسلسل أنمي صراع الطبخ: الطبق الثاني)
- Reason Living (شارة البداية الثانية لمسلسل أنمي بونغو ستراي دوغز)
- MYSTERIUM (شارة البداية لمسلسل أنمي مباحث معجزات الفاتيكان)
- GIFTED (شارة البداية لمسلسل أنمي وكالة موهيو و روجي لمباحث الغرائب)

## وصلات خارجية
- سكرين مود على موقع ميوزك برينز (الإنجليزية)
- سكرين مود على موقع ديسكوغز (الإنجليزية)